# Aquila di Arroscia
Pour les articles homonymes, voir Aquila.
Aquila di Arroscia est une commune italienne de la province d'Imperia, dans la région Ligurie.

## Administration
| Période                                  | Période | Identité | Étiquette | Qualité |
| ---------------------------------------- | ------- | -------- | --------- | ------- |
|                                          |         |          |           |         |
| Les données manquantes sont à compléter. |         |          |           |         |

### Communes limitrophes
Alto, Borghetto d'Arroscia, Caprauna, Nasino, Onzo, Ranzo.